# Śniatowa
Śniatowa [pronunciación en polaco: /ɕɲaˈtɔva/] es un pueblo ubicado en el distrito administrativo de Gmina Parzęczew, dentro del condado de Zgierz, Voivodato de Łódź, en el centro de Polonia. Se encuentra a unos 4 kilómetros al oeste de Parzęczew, a 22 kilómetros al noroeste de Zgierz, y a 29 kilómetros al noroeste de la capital regional Łódź.